# Кубок Хейнекен 2009/2010
Кубок Хейнекен 2009/2010 — пятнадцатый розыгрыш главного клубного турнира в европейском регби. Финальный матч прошёл 22 мая 2010 года на стадионе «Стад де Франс» в Сен-Дени.

## Команды
В турнире участвовало семь команд из Англии, поскольку в предыдущем сезоне английский клуб — «Лестер Тайгерс» — показал лучший результат, чем сильнейшие команды Франции и Италии. Францию в итоге представляли шесть участников, Уэльс — четыре, Ирландию — три, а Италия и Шотландия были представлены двумя клубами.
29 мая 2009 года «Ньюпорт Гвент Дрэгонс» обыграли «Кальвизано» (42:17) в квалификационном раунде, победитель которого получал последнее, двадцать четвёртое место в составе участников.
| Англия                                                                                                | Франция                                                                         | Уэльс                                                    | Ирландия                            | Шотландия                        | Италия                   |
| --- | ------------------------------------------------------------------------------- | -------------------------------------------------------- | ----------------------------------- | -------------------------------- | ------------------------ |
| - «Лестер Тайгерс» - «Харлекуинс» - «Лондон Айриш» - «Глостер» - «Бат» - «Сейл Шаркс» - «Нортгемптон» | - «Перпиньян» - «Тулуза» - «Клермон-Овернь» - «Стад Франсе - «Биарриц» - «Брив» | - «Оспрейз» - «Кардифф Блюз» - «Скарлетс» - «Ньюпорт ГД» | - «Ленстер» - «Манстер» - «Ольстер» | - «Эдинбург» - «Глазго Уорриорз» | - «Бенеттон» - «Виадана» |

## Первичная жеребьёвка
24 участника были разделены на четыре яруса, затем распределены по группам. В каждой группе играло по одному представителю каждого яруса. Кроме того, всё ещё применялось требование разделения команд из одной страны в рамках группового этапа (за исключением двух английских команд, разделение которых стало невозможным ввиду участия седьмого клуба).
В скобках приведены позиции команд в Европейском рейтинге клубов к началу сезона 2009/10.
| Tier 1 | «Манстер» (1)      | «Лестер Тайгерс» (2)   | «Ленстер» (3)         | «Тулуза» (4)     | «Бат» (5)      | «Биарриц» (6)       |
| Tier 2 | «Кардифф Блюз» (8) | «Стад Франсе» (9)      | «Глостер» (10)        | «Перпиньян» (11) | «Оспрейз» (13) | «Лондон Айриш» (14) |
| Tier 3 | «Нортгемптон» (15) | «Сейл Шаркс» (16)      | «Клермон-Овернь» (17) | «Скарлетс» (18)  | «Ольстер» (20) | «Ньюпорт ГД» (21)   |
| Tier 4 | «Харлекуинс» (23)  | «Глазго Уорриорз» (24) | «Эдинбург» (26)       | «Бенеттон» (28)  | «Брив» (29)    | «Виадана» (36)      |

## Групповой этап

### Группа 1
| Команда           | И | В | Н | П | Попытки + | Попытки - | Разница | Очки + | Очки - | Разница | Бонус: попытки | Бонус: поражение | Турнирные очки |
| ----------------- | - | - | - | - | --------- | --------- | ------- | ------ | ------ | ------- | -------------- | ---------------- | -------------- |
| «Манстер» (1)     | 6 | 5 | 0 | 1 | 19        | 10        | 9       | 185    | 94     | 91      | 3              | 1                | 24             |
| «Нортгемптон» (8) | 6 | 4 | 0 | 2 | 16        | 8         | 8       | 138    | 104    | 34      | 2              | 1                | 19             |
| «Перпиньян»       | 6 | 2 | 0 | 4 | 12        | 10        | 2       | 108    | 123    | −15     | 1              | 2                | 11             |
| «Бенеттон»        | 6 | 1 | 0 | 5 | 7         | 26        | −19     | 68     | 178    | −110    | 0              | 1                | 5              |

### Группа 2
| Команда           | И | В | Н | П | Попытки + | Попытки - | Разница | Очки + | Очки - | Разница | Бонус: попытки | Бонус: поражение | Турнирные очки |
| ----------------- | - | - | - | - | --------- | --------- | ------- | ------ | ------ | ------- | -------------- | ---------------- | -------------- |
| «Биарриц» (2)     | 6 | 5 | 0 | 1 | 19        | 8         | 11      | 188    | 97     | 91      | 3              | 0                | 23             |
| «Глостер» [6]     | 6 | 4 | 0 | 2 | 12        | 12        | 0       | 119    | 129    | −10     | 1              | 0                | 17             |
| «Глазго Уорриорз» | 6 | 2 | 0 | 4 | 9         | 14        | −5      | 120    | 140    | −20     | 0              | 1                | 9              |
| «Ньюпорт ГД»      | 6 | 1 | 0 | 5 | 12        | 18        | −6      | 108    | 169    | −61     | 0              | 2                | 6              |

### Группа 3
| Команда              | И | В | Н | П | Попытки + | Попытки - | Разница | Очки + | Очки - | Разница | Бонус: попытки | Бонус: поражение | Турнирные очки |
| -------------------- | - | - | - | - | --------- | --------- | ------- | ------ | ------ | ------- | -------------- | ---------------- | -------------- |
| «Клермон-Овернь» (5) | 6 | 4 | 0 | 2 | 24        | 11        | 13      | 201    | 120    | 81      | 3              | 2                | 21             |
| «Оспрейз» (7)        | 6 | 4 | 1 | 1 | 21        | 11        | 10      | 188    | 121    | 67      | 2              | 0                | 20             |
| «Лестер Тайгерс»     | 6 | 3 | 1 | 2 | 23        | 10        | 13      | 187    | 123    | 64      | 3              | 1                | 18             |
| «Виадана»            | 6 | 0 | 0 | 6 | 6         | 42        | −36     | 83     | 295    | −212    | 0              | 0                | 0              |

### Группа 4
| Команда           | И | В | Н | П | Попытки + | Попытки - | Разница | Очки + | Очки - | Разница | Бонус: попытки | Бонус: поражение | Турнирные очки |
| ----------------- | - | - | - | - | --------- | --------- | ------- | ------ | ------ | ------- | -------------- | ---------------- | -------------- |
| «Стад Франсе» (6) | 6 | 4 | 0 | 2 | 11        | 7         | 4       | 124    | 95     | 29      | 1              | 1                | 18             |
| «Ольстер»         | 6 | 4 | 0 | 2 | 11        | 6         | 5       | 127    | 94     | 33      | 0              | 1                | 17             |
| «Эдинбург»        | 6 | 3 | 0 | 3 | 3         | 10        | −7      | 64     | 94     | −30     | 0              | 1                | 13             |
| «Бат»             | 6 | 1 | 0 | 5 | 6         | 8         | −2      | 84     | 116    | −32     | 0              | 3                | 7              |

### Группа 5
| Команда            | И | В | Н | П | Попытки + | Попытки - | Разница | Очки + | Очки - | Разница | Бонус: попытки | Бонус: поражение | Турнирные очки |
| ------------------ | - | - | - | - | --------- | --------- | ------- | ------ | ------ | ------- | -------------- | ---------------- | -------------- |
| «Тулуза» (3)       | 6 | 5 | 0 | 1 | 13        | 9         | 4       | 143    | 92     | 51      | 2              | 1                | 23             |
| «Кардифф Блюз» [5] | 6 | 4 | 0 | 2 | 14        | 10        | 4       | 149    | 104    | 45      | 1              | 1                | 18             |
| «Сейл Шаркс»       | 6 | 3 | 0 | 3 | 15        | 16        | −1      | 126    | 153    | −27     | 1              | 1                | 14             |
| «Харлекуинс»       | 6 | 0 | 0 | 6 | 13        | 20        | −7      | 102    | 171    | −69     | 0              | 2                | 2              |

### Группа 6
| Команда        | И | В | Н | П | Попытки + | Попытки - | Разница | Очки + | Очки - | Разница | Бонус: попытки | Бонус: поражение | Турнирные очки |
| -------------- | - | - | - | - | --------- | --------- | ------- | ------ | ------ | ------- | -------------- | ---------------- | -------------- |
| «Ленстер» (4)  | 6 | 4 | 1 | 1 | 19        | 6         | 13      | 154    | 60     | 94      | 3              | 1                | 22             |
| «Скарлетс» [7] | 6 | 4 | 0 | 2 | 12        | 20        | −8      | 116    | 147    | −31     | 1              | 0                | 17             |
| «Лондон Айриш» | 6 | 3 | 1 | 2 | 16        | 8         | 8       | 140    | 94     | 46      | 2              | 1                | 17             |
| «Брив»         | 6 | 0 | 0 | 6 | 7         | 20        | −13     | 68     | 177    | −109    | 0              | 1                | 1              |

- «Скарлетс» обошли «Лондон Айриш» в силу того, что обе очных встречи соперников завершились победой валлийского клуба.

### Жеребьёвка плей-офф
- Числа со знаком C отражают позицию клуба в Европейском кубке вызова.

| №  | Победитель группы     | Очки | Попытки | Разница очков |
| -- | --------------------- | ---- | ------- | ------------- |
| 1  | «Манстер»             | 24   | 19      | +91           |
| 2  | «Биарриц»             | 23   | 19      | +91           |
| 3  | «Тулуза»              | 23   | 14      | +51           |
| 4  | «Ленстер»             | 22   | 19      | +94           |
| 5  | «Клермон-Овернь»      | 21   | 24      | +81           |
| 6  | «Стад Франсе»         | 18   | 11      | +29           |
| №  | Второе место в группе | Очки | Попытки | Разница очков |
| 7  | «Оспрейз»             | 20   | 17      | +67           |
| 8  | «Нортгемптон»         | 19   | 16      | +34           |
| 5C | «Кардифф Блюз»        | 18   | 14      | +45           |
| 6C | «Глостер»             | 17   | 12      | −10           |
| 7C | «Скарлетс»            | 17   | 12      | −29           |
| –  | «Ольстер»             | 17   | 11      | +33           |

## Плей-офф

### Четвертьфинал
| 9 апреля 2010 г. 20:00 | «Ленстер»                                                                                                  | 29 – 28 | «Клермон-Овернь»                                                                                       | «РДС Арена», Дублин Зрителей: 18 500 Судья: Дэйв Пирсон |
| 9 апреля 2010 г. 20:00 | Попытки: Хислип (2) 22' c, 33' c Реализации: Секстон (2/2) Штрафные: Секстон (5/6) 21', 37', 54', 65', 72' | отчёт   | Попытки: Мальзьё (3) 11' c, 44' m, 62' c Реализации: Джеймс (2/3) Штрафные: Джеймс (3/7) 16', 49', 60' | «РДС Арена», Дублин Зрителей: 18 500 Судья: Дэйв Пирсон |

| 10 апреля 2010 г. 16:00 | «Биарриц» | 29 – 28 | «Оспрейз» | «Эстадио Аноэта», Сан-Себастьян Зрителей: 25 000 Судья: Джордж Клэнси |
| 10 апреля 2010 г. 16:00 | Попытки: Нгвенья 11' c Болшоу 50' c Реализации: Яшвили (2/2) Штрафные: Яшвили (2/3) 22', 48' Дроп-голы: Трай (3/4) 1', 23', 60' | отчёт   | Попытки: Р. Джонс 19' c Бёрн 35' m Уокер 75' c Реализации: Биггар (2/3) Штрафные: Биггар (2/4) 45', 53' Дроп-голы: Биггар (1/4) 40' | «Эстадио Аноэта», Сан-Себастьян Зрителей: 25 000 Судья: Джордж Клэнси |

| 10 апреля 2010 г. 17:30 | «Манстер» | 33 – 19 | «Нортгемптон»                                                                           | «Томонд Парк», Лимерик Зрителей: 26 000 Судья: Найджел Оуэнс |
| 10 апреля 2010 г. 17:30 | Попытки: Уорвик 4' m Хоулетт (2) 24' m, 75' c де Виллиерс 52' c Реализации: Ронан О’Гара (2/4) 53', 76' Штрафные: Ронан О’Гара (3/4) 1', 58', 67' | отчёт   | Попытки: Кларк 39' c Реализации: Майлер (1/1) Штрафные: Майлер (4/4) 10', 16', 28', 55' | «Томонд Парк», Лимерик Зрителей: 26 000 Судья: Найджел Оуэнс |

| 11 апреля 2010 г. 17:30 | «Тулуза» | 42 – 16 | «Стад Франсе»                                                                      | «Стадьом Мунисипаль», Тулуза Зрителей: 35 089 Судья: Алан Льюис |
| 11 апреля 2010 г. 17:30 | Попытки: Жозьон 40' c Альбасете 58' c Эйман 74' c Реализации: Скрела (3/3) Штрафные: Скрела (7/9) 24', 32', 45', 48', 66', 70', 79' | отчёт   | Попытки: Ронсеро 20' Реализации: Боксис (1/1) Штрафные: Боксис (3/3) 26', 43', 47' | «Стадьом Мунисипаль», Тулуза Зрителей: 35 089 Судья: Алан Льюис |

### Полуфиналы
| 1 мая 2010 г. 16:45 | «Тулуза» | 26 – 16 | «Ленстер»                                                                                     | «Стадьом Мунисипаль», Тулуза Зрителей: 34 951 Судья: Найджел Оуэнс |
| 1 мая 2010 г. 16:45 | Попытки: Жозьон 55' c Скрела 60' c Реализации: Скрела (2/2) Штрафные: Скрела (4/6) 4', 16', 30', 71' Дроп-голы: Элиссальд (0/1) | отчёт   | Попытки: Хислип 64' c Реализации: Бирн (1/1) Штрафные: Бирн (2/2) 31', 40'+1' Кирни (1/1) 42' | «Стадьом Мунисипаль», Тулуза Зрителей: 34 951 Судья: Найджел Оуэнс |

| 2 мая 2010 г. 16:15 | «Биарриц»                                           | 18 – 7 | «Манстер»                                          | «Эстадио Аноэта», Сан-Себастьян Зрителей: 30 900 Судья: Дэйв Пирсон |
| 2 мая 2010 г. 16:15 | Штрафные: Яшвили (6/6) 39', 44', 65', 72', 78', 80' | отчёт  | Попытки: Эрлс 29' c Реализации: Ронан О’Гара (1/1) | «Эстадио Аноэта», Сан-Себастьян Зрителей: 30 900 Судья: Дэйв Пирсон |

### Финал
| 22 мая 2010 г. 18:00 | «Биарриц»                                                                             | 19 – 21 | «Тулуза»                                                                                            | «Стад де Франс», Сен-Дени Зрителей: 78 962 Судья: Уэйн Барнс |
| 22 мая 2010 г. 18:00 | Попытки: Хант 73' c Реализации: Курран (1/1) Штрафные: Яшвили (4/4) 4', 15', 29', 48' | отчёт   | Штрафные: Фриц (1/1) 21' Скрела (3/5) 33', 36', 65' Дроп-голы: Фриц (1/1) 38' Скрела (2/2) 51', 58' | «Стад де Франс», Сен-Дени Зрителей: 78 962 Судья: Уэйн Барнс |

## Лучшие бомбардиры
| № | Игрок          | Клуб             | Матчей | Очков |
| - | -------------- | ---------------- | ------ | ----- |
| 1 | Дмитрий Яшвили | «Биарриц»        | 7      | 113   |
| 2 | Ронан О’Гара   | «Манстер»        | 8      | 98    |
| 3 | Дэн Биггар     | «Оспрейз»        | 7      | 90    |
| 4 | Брок Джеймс    | «Клермон-Овернь» | 7      | 76    |
| 5 | Бен Блер       | «Кардифф Блюз»   | 6      | 75    |

| № | Игрок            | Клуб             | Матчей | Попыток |
| - | ---------------- | ---------------- | ------ | ------- |
| 1 | Томми Боу        | «Оспрейз»        | 7      | 7       |
| 2 | Крис Эштон       | «Нортгемптон»    | 6      | 6       |
| 2 | Скотт Хэмилтон   | «Лестер Тайгерс» | 6      | 6       |
| 2 | Такудзва Нгвенья | «Биарриц»        | 7      | 6       |
| 5 | Жюльен Мальзьё   | «Клермон-Овернь» | 6      | 5       |
| 5 | Наполиони Налага | «Клермон-Овернь» | 5      | 5       |